# Ricky Moore
Ricky Savalas Moore (Augusta, 10 aprile 1976) è un ex cestista statunitense, professionista in Europa.

## Palmarès
- Campione NCAA (1999)